# Mustafa al-'Alawi
Abu-l-'Abbas Ahmad ibn Mustafa al-Alawi (o 'Aliwa). Sufí argelino nacido en Mustaganem en 1869 y fallecido en esa misma ciudad en 1933.

## Biografía
Su vida ha sido recogida en dos obras, una en árabe por su sucesor sidi 'Adda b. Tunis, el Rawdat al-saniyya (Imp. Alawiyya, Mustaganem, s.d.) y otra el trabajo de Martin Lings (m. 2005) titulado Un santo sufí del siglo XX (Olañeta, Palma de Mallorca, 2005). Estas dos obras siguen siendo la referencias para conocer la vida de este maestro, y son una exponente claro y resumido de su pensamiento y conocimiento.
(por completar...)

## La Tariqa 'Alawiyya
Este conocido maestro es el fundador de una rama de la tariqa shadhilí-darqawi conocida como la 'alawiyya (No confundir con la ba-'alawiyya, que es una rama de la madianyyya que se desarrolló en la zona de Yemen).
Su vínculo iniciático parte de Mulay al-'Arbi al-Darqawi, el gran santo sufí del siglo XVIII, hasta legar a al maestrosidi al-Buzidi, que le transmitió la enseñanza a Shaij al-'Alawi. Por lo tanto se entronca dentro del sufismo magrebí que representa la darqawiyya. 
La misma tariqa 'alawiyya, además de en Argelia, se ha extendido por diversos lugares -a veces dando lugar a otras ramas, como la hashimiyya en Siria, por medio de Muhammad al-Hashimi, la mariamiyya en Occidente por medio de Frithjof Schuon-, y por Europa, América, África y Asia a través de diferentes representantes.
Las enseñanzas de la 'alawiyya no difieren mucho del resto de ramas derivadas de la shadhiliyya. Se incide en un equilibrio entre la Ley religiosa y el cumplimiento de los requisitos de la religión y las realidades espirituales. Por lo tanto existe un aspecto formativo que se muestra en el estudio de los textos religiosos clásicos y en los del sufismo moderado y en su énfasis de la práctica de los diferentes aspectos del camino sufí, tanto prácticos como interiores. Ejemplo de ello es el Minah al-quddusiyya de Shaij al-'Alawi, donde, a través del comentario de un poema clásico de Ibn Ashir, que recoge los elementos básicos de la religión, desarrolla un interpretación desde el punto de vista del sufismo; así cada elemento cobra un sentido exterior e interior, con diferentes planos de entendimiento que cimientan con diferentes conocimientos la práctica religiosa. También muestra otros de los principios del sufismo shadhilí, la necesidad de que sea un camino integrado en un medio social: la práctica del recuerdo, de la meditación, de la adquisición de las más nobles cualidades, no sólo es una forma de acercamiento a Dios. Este acercamiento (qurba) se debe acompañar de un provecho para la comunidad que los rodea. Este es el concepto de hidaya. Mientras que en otras tariqa-s se hace una mayor incidencia en una transmisión de una maestría, en la shadhiliyya existe una guía divina que el wali presta a la comunidad. Y esta guía a veces no es vínculo transmitido con exactitud, sino que Dios lo reparte a quien quiere.
Otra de las características, que está relacionada con este punto, es que a partir de Shayj al-'Alawi el retiro o jalwa ya no se realiza como lo solían hacer los darqawa en lugares salvajes. El retiro, que no suele ser muy largo, se hace en un lugar controlado por la consulta del maestro, que sondea el estado del discípulo para comprobar si ha alcanzado la apertura espiritual (fath).

## Pensamiento
Sus obras abarcan diferentes áreas del conocimiento del sufismo: desde el comentario coránico, la instrucción espiritual, la poesía sufí, la teología o ciencia del tawhid, consideraciones sobre la jurisprudencia islámica, etc. Quizás su importancia no resida en la aportación de un material diferente del tradicional, sino que el intento del maestro en su obra es revivificar las ciencias del sufismo y presentarlas a la mentalidad de los tiempos venideros.

### Obras
La mayoría han sido editadas por la Imprenta Alawiyya en Mustaganem o por Shaij al-Hashimi en Damasco.
Hay disponibles copias digitales de sus obras en 
Por orden cronológico:
- Mi‛rāŷ al-sālikīn wa nīhāyāt al-wāṣilīn. 1ª ed. Sin fecha. Comentario a un poema de sidi al-Buzidi.
- Miftāḥ al-šuhūd fī maẓāhir al-wuŷūd. 3ª ed 1994. Tratado sobre la Unicidad divina y sus manifestaciones en el Universo.
- al-Unmūdaŷ al-farīd. Argel, 1927. el modelo único, que ha sido incluido parcialmente en el libro de M. Lings Un santo sufí del siglo XX.
- al-Mawādd al-gaytiyya al-nāši‛a ‛an al-ḥikam al-gawtiyya, fechado en 1910. Publicado en dos tomos (1942-1992). Es el comentario del Shaij a los aforismos de Abu Madyan al-Gauz. Traducido al español como El fruto de las palabras inspiradas, almuzara, Córdoba, 2007.
- al-Minaḥ al-quddusiyya Mostaganem 1911. Ha tenido varias ediciones. Es la obra más conocida de Shaij al-'Alawi.Es un comentario sufí al Murshid al-Muin, un poema donde se exponen los principios del Islam. El Shaij al-alawi lo utiliza de base para hacer una interpretación espiritual de todos los principios del Islam. Ha sido parcialmente traducida por Abdurrahman Maanan (. Existe una traducción al inglés Knowledge of God Diwan press, Norfolk, 1981.
- Al-Qawl al-maqbūl, 1913. Poema que resume los principios de la fe y la práctica del Islam.
- Lubāb al-‛ilm fī sūrat wa-l-naŷm. 1916. Comentario de la azora de la Estrella.
- Miftāḥ ‛ulūm al-sirr fī tafsīr sūrat wa-l-‛aṣr Comentario, editado con el anterior, sobre la azora "por el Tiempo".
- Dawḥat al-asrār fī ma‛nà al-ṣalāt ‛alà-l-nabī al-mujtār Túnez, 1917. Pequeño tratado dirigido al maestro Muhammad ibn al-Habib en comentario a una plegaria sobre el Profeta Muhammad. Ha sido traducido como La fronda de los Secretos
- Al-qawul al-ma‛aruf fī-l-radd ‛alà man ankara al-taṣawwuf, Túnez, 1921. Carta dirigida a aquellos que critican el sufismo. Es una respuesta a un crítico con el sufismo, en el que expone las pruebas tradicionales sobre las creencias y las prácticas sufíes. Traducida al francés como Al-‛Alāwī, A., Leerte ouverte a celui qui critique le soufisme, Asociaton La Caravane, St. Gaudens, 2001.
- Risāla al-nāṣir ma‛rūf fī-l-dabb ‛an maŷd al-taṣawwuf, Damasco, 1939. Tratado sobre las excelencias del sufismo.
- Allāh: al-qawl al-mu‛tamad fī mašrū‛iyyat al-dikr bi-l-ism al-mufrad, Damasco 1931 Tratado sobre la permisibilidad de la recitación del nombre de Dios.
- Mabādi‛ al-tā`ŷīd fī ba‛d ma yaḥtāŷ ilay-hi al-murīd, 1927. Tratado sobre los principios de la religión.
- Al-risāla al-‛alāwiyya sin fecha. Exposición sobre los preceptos de la fe en verso.
- Nūr al-itmid fī sunna waḍ‛ al-yad ‛alà al-yad. sin fecha. Tratado dirigido al Maestro de la Madianiyya en Túnez sobre las diferentes formas de disponer las manos en la oración.
- Diwān. Fue publicado por primera vez en 1920. Es la recopilación de poemas del Shaij.
- al-Munāŷā Se trata de una oración íntima del Shaij, publicada como al-nur al-dawi.
- Ḥikam. Son sentencias o aforismos del Shaij. Algunas han sido traducidas por M. Lings en Un santo sufí..., aunque en español hay una versión traducida completa.[3]
- al-Baḥr al-masŷūr. Comentario coránico inacabado, que llega hasta la aleya 207 de la azora de la Vaca.
- Maẓhar al-bayīnāt Respuestas sobre la religión en general y sobre el islam en particular a diversos interlocutores europeos.
- A‛dab al-manāhil. Colección de preguntas y respuestas sobre el camino sufí. También incluye una colección de artas a diferentes personalidades.
- al-Abḥat al-‛alāwiyya fī-l-falsafa al-islāmiyya. Versión bilingüe árabe-francés sobre diferentes preguntas filosóficas sobre el hombre, Dios,... Hace una crítica del pensamiento moderno desde el pensamiento tradicional.
- al-Minhāŷ al-mufīd fī aḥkām al-fi qh wa-l-tawḥīd. Editado por Yahya al-Tahir en 1997. Este manuscrito es un compendio de doctrina y jurisprudencia malikí sin fechar.